# Protomelas macrodon
Protomelas macrodon är en fiskart som beskrevs av Eccles, 1989. Protomelas macrodon ingår i släktet Protomelas och familjen Cichlidae. IUCN kategoriserar arten globalt som otillräckligt studerad. Inga underarter finns listade i Catalogue of Life.